# اتوبوس رولد دال
اتوبوس رولد دال (به انگلیسی: The Roald Dahl Omnibus) مجموعه‌ای از داستان‌های کوتاه نوشته رولد دال است که در سال ۱۹۸۶ منتشر شد.
این مجموعه شامل ۲۸ داستان است که از «عوض کن عوضی»، «بوس، بوس» و «کسی مثل تو» انتخاب شده‌اند - مجموعه‌ای از داستان‌های دال که از دهه ۱۹۴۰ به بعد در مجلات و مجموعه‌های مختلف منتشر شده‌اند. پنج داستانی که از کتاب‌های منبع تجدید چاپ نشده‌اند عبارتند از «بانوی عشق من، کبوتر من» و «ماشین صدا» از کتاب «کسی مثل تو»، «لذت پارسونز» و «خانم بیکسبی و کت سرهنگ» از کتاب «بوی بوس» و «مهمان» از کتاب «عوض کن عوضی.».